# Omnicide
Omnicide - minialbum wydany przez anarchopunkowy zespół Oi Polloi ze Szkocji. Materiał został wydany w 1991 przez Words of Warning Records. 

## Lista utworów
1. "Dealer In Death"
2. "Omnicide"
3. "Victims Of A Gas Attack"
4. "Die For B.P."
5. "Rich Man's World"